# Ne partez pas sans moi
Ne partez pas sans moi, fr: Ge er inte av utan mig, är en sång på franska framförd av den kanadensiska artisten Céline Dion som tävlade för Schweiz i Eurovision Song Contest 1988. Bidraget fick 137 poäng, bara en poäng mer än tvåan Storbritannien. I den schweiziska uttagningen framfördes låten i en högre tonart än i den europeiska finalen. Céline hade då uppenbara problem både att träffa rätt toner och att komma ihåg texten. Med på scenen i Dublin medverkade bakgrundsmusiker som stod dolda bakom Céline på en nedsläckt del av scenen. Dessa var tvungna att medverka på grund av rådande regelverk gällande förinspelad musik i tävlingen. Céline bar en mycket kritiserad tvådelad utstyrsel bestående av en ballerinakjol och en sjömanskavaj, vars vita färg gav illusionen av plastfolie i tv-rutan. Framträdandet var lyckat och Céline klarade av sången bättre än i den schweiziska uttagningen undantaget ett ordfel i slutet av texten då Céline sjunger "vous qui volez" två gånger istället för som i den egentliga texten "vous qui cherchez" först och sedan "vous qui volez". 
När Jugoslavien som sista röstande land gav sin tolva till Frankrike utbröt jubel och påföljande förvirring då programledarna aldrig hört vem som fått tolv poäng. Efter att detta klargjorts kom en gråtande Céline in på scenen med kompositör och dirigent Atilla Sereftug och bakgrundsmusiker i släptåg. Textförfattarinnan Nella Martinetti anlände från publikläktaren och presenterades av programledaren Pat Kenny med orden "This is our composer, Nella Martinetti" varpå Martinetti neg och svarade "thank you very much". I bakgrunden stod Sereftug som genast påtalade att han komponerat melodin. Vid själva prisutdelningen uppstod ytterligare förvirring då Céline Dion först tog emot den medalj som var avsett för låtskrivarna. 

## Format och låtlistor
2-spårig 7"-singel - (Europa) 
1. "Ne partez pas sans moi" – 3:07
2. "Ne partez pas sans moi" (instrumental) – 3:07

2-spårig 7"-singel - (Västtyskland) 
1. "Hand in Hand" – 3:07
2. "Hand in Hand" (instrumental) – 3:07

## Listplaceringar
| Lista (1988)                | Topplaceringar |
| --------------------------- | -------------- |
| Belgien (humolistan)        | 11             |
| Belgien (hetlistan)         | 12             |
| Belgien (VTM/Joepie-listan) | 12             |
| Belgien (singellistan)      | 13             |
| Frankrike                   | 36             |
| Nederländerna               | 42             |
| Schweiz                     | 11             |

### Fotnoter
1. ↑  Incognito Arkiverad 17 juni 2008 hämtat från the Wayback Machine.. läst 31 januari 1996.
2. ↑  ”Listplacering”. http://lescharts.com/showitem.asp?interpret=C%E9line+Dion&titel=Ne+partez+pas+sans+moi&cat=s. Läst 28 april 2011.
3. ↑  ”Listplacering”. http://hitparade.ch/showitem.asp?interpret=C%E9line+Dion&titel=Ne+partez+pas+sans+moi&cat=s. Läst 28 april 2011.
4. ↑  ”Listplacering”. http://swedishcharts.com/showitem.asp?interpret=C%E9line+Dion&titel=Ne+partez+pas+sans+moi&cat=s. Läst 28 april 2011.